# Al Nassr FC

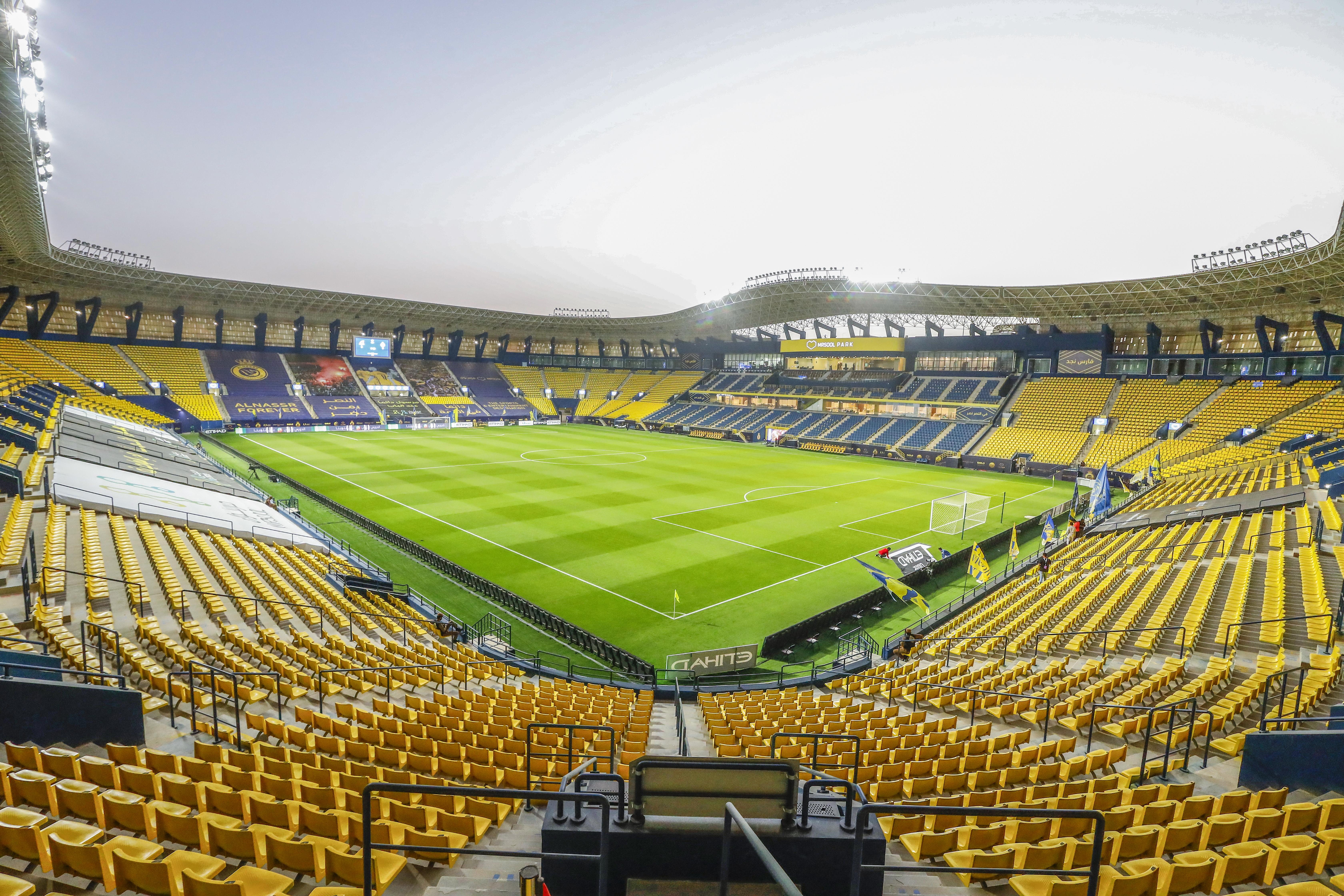
Al Nassr FC spelar sina hemmamatcher på Mrsool Park.

Al Nassr FC är en saudisk fotbollsklubb i Riyadh. Klubben grundades 1955 och spelar i Saudi Professional League, Saudiarabiens högsta division. Säsongen 2022/2023 uppmärksammades klubben internationellt då den portugisiske världsspelaren Cristiano Ronaldo skrev på ett kontrakt med klubben till och med sommaren 2025.
Den 6 juni 2023 köpte den saudiska statliga investeringsfonden Public Investment Fund (PIF) 75% av fotbollsklubben.